# مسجد الشهيد ثالث
مسجد الشهيد ثالث هو مسجد تاريخي يعود إلى عصر القاجاريون، ويقع في قزوين.